# Quận Brazoria, Texas
Quận Brazoria (tiếng Anh: Brazoria County) là một quận trong tiểu bang Texas, Hoa Kỳ. Quận lỵ đóng ở thành phố Angleton.

## Thông tin nhân khẩu
Theo điều tra dân số 2 năm 2000, quận đã có dân số 241.767 người, 81.954 hộ gia đình, và 63.104 gia đình sống trong quận. Mật độ dân số là 174 người trên một dặm vuông (67/km ²). Có 90.628 đơn vị nhà ở với mật độ trung bình là 65 cho mỗi dặm vuông (25/km ²). Cơ cấu chủng tộc của quận gồm 77,09% người da trắng, 8,50% da đen hay Mỹ gốc Phi, 0,53% người Mỹ bản xứ, 2,00% người châu Á, Thái Bình Dương 0,03%, 9,63% từ các chủng tộc khác, và 2,22% từ hai hoặc nhiều chủng tộc. 22,78% dân số là người Hispanic hay Latino thuộc chủng tộc nào. 12,1% là của Đức, 11,2% người Mỹ và 7,2% gốc tiếng Anh theo điều tra dân số năm 2000. 79,0% nói tiếng Anh và tiếng Tây Ban Nha 18,1% là ngôn ngữ đầu tiên của họ.
Có 81.955 hộ, trong đó 40,80% có trẻ em dưới 18 tuổi sống chung với họ, 62,20% là các cặp vợ chồng sống với nhau, 10,40% có chủ hộ là nữ không có mặt chồng, và 23,00% là không lập gia đình. 19,10% của tất cả các hộ gia đình đã được tạo thành từ các cá nhân và 6,40% có người sống một mình 65 tuổi trở lên. Bình quân mỗi hộ là 2,82 và cỡ gia đình trung bình là 3,23.
Trong quận, độ tuổi dân cư như sau 28,60% ở độ tuổi dưới 18, 8,60% 18-24, 32,40% 25-44, 21,50% 45-64, và 8,80% người 65 tuổi trở lên. Tuổi trung bình là 34 năm. Cứ mỗi 100 nữ có 106,80 nam giới. Cứ mỗi 100 nữ 18 tuổi trở lên, đã có 107,40 nam giới.
Thu nhập trung bình cho một hộ gia đình trong quận đã được $ 48.632, và thu nhập trung bình cho một gia đình là $ 55,282. Nam giới có thu nhập trung bình $ 42.193 so với 27.728 $ cho phái nữ. Thu nhập trên đầu cho các quận được $ 20,021. Giới 8,10% gia đình và 10,20% dân số sống dưới mức nghèo khổ, trong đó có 12,60% những người dưới 18 tuổi và 8,70% có độ tuổi từ 65 trở lên.